# Jouy-aux-Arches
Jouy-aux-Arches är en kommun i departementet Moselle i regionen Grand Est (tidigare regionen Lorraine) i nordöstra Frankrike. Kommunen ligger i kantonen Ars-sur-Moselle som tillhör arrondissementet Metz-Campagne. År 2022 hade Jouy-aux-Arches 1 431 invånare.

## Befolkningsutveckling
Antalet invånare i kommunen Jouy-aux-Arches
| Referens: INSEE |